# Ion Pop (lelkész, 1798–)
Ion Pop, magyar nyelvű forrásokban Papp János (Erdély, 1798 – ?) görögkatolikus pap.

## Élete
Nagyváradi származású volt. 1823. október 18-án fölszentelték. Eleinte Belényes vidéken lelkészkedett, később egészen 1872-ben bekövetkezett haláláig Értarcsán (Bihar megye). Szónoki és irodalmi tehetségével köztiszteletet vívott ki. és Püspökének szeretetét annyira megnyerte, hogy az őt 1864-ben, mindamellett, hogy az kívül esett plébániája területén, a genyétei kerület esperesévé tette.

## Munkái
- Învăţături morale cu învoirea şi binecuvîntarea excelenţei sale Inalt-Preaosfinţitului Domnului Domn Iosif Raiaicici Arhi-Episcop şi Metropolit a Carloviţului, precum şi Preasfinţitei Ţesaro-Crăeştii şi Apostoliceştii Maestatei Sale a Statului din Lontru, Consiliar. Buda: Cu Tipariul Crăeştii Tipografii a Universităţei. 1847. [Erkölcsi tanítások rabok számára]
- Hronologia pascală: care arată curgerea tâmpurilor, întru întocmirea sărbătorilor de preste ani, acum, întru acesta chip cu multe răndueli îmbogăţită, şi pentru folosul de comun, a dreptcredincioşilor de Besearica răsăritului creştini, după mâna lui Damaschin. Pest: Gustavu Emich. 1862. [Istentiszteleti időszámítás].